# Wietzetze
|  | No s'ha de confondre amb Witzeeze. |

Wietzetze (en baix alemany Wietzetze) és un antic municipi de Baixa Saxònia que l'1 de juliol del 1972 va fusionar amb Hitzacker, ciutat del municipi conjunt d'Elbtalaue al districte de Lüchow-Dannenberg a Baixa Saxònia a Alemanya. Es troba al mig del parc natural Naturpark Elbhöhen-Wendland, es regat pel Drethemer Bach i es troba a tres quilòmetres de l'Elba. El 1844 tenia 16 cases i 123 habitants.

## Llocs d'interès
- L'església, un edifici rectangular d'entramat de fusta de la primera meitat del segle xviii. L'altar es destaca per unes estàtues en estil gòtic tardà de la Mare de Déu, sant Pere i Jesús crucificat.[2]
- Els dolmens de Leitstade (3500 a 3000 aC), un monument funerari rectangular de 45 metres de llargada.[3]
- El sender Wendland Rundweg (sender circular del Wendland) creua el poble.[4]

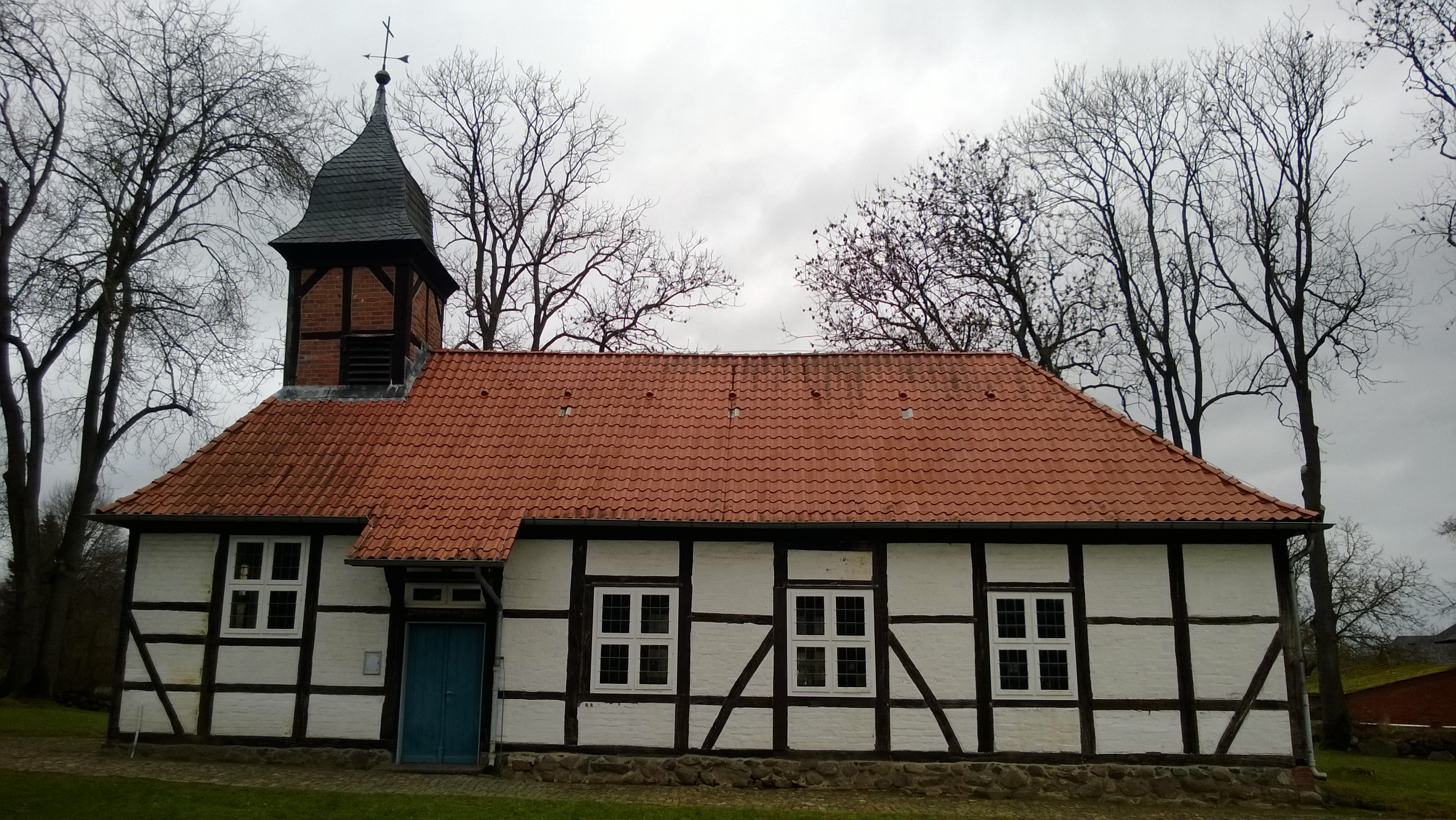
Església d'entramat de fusta
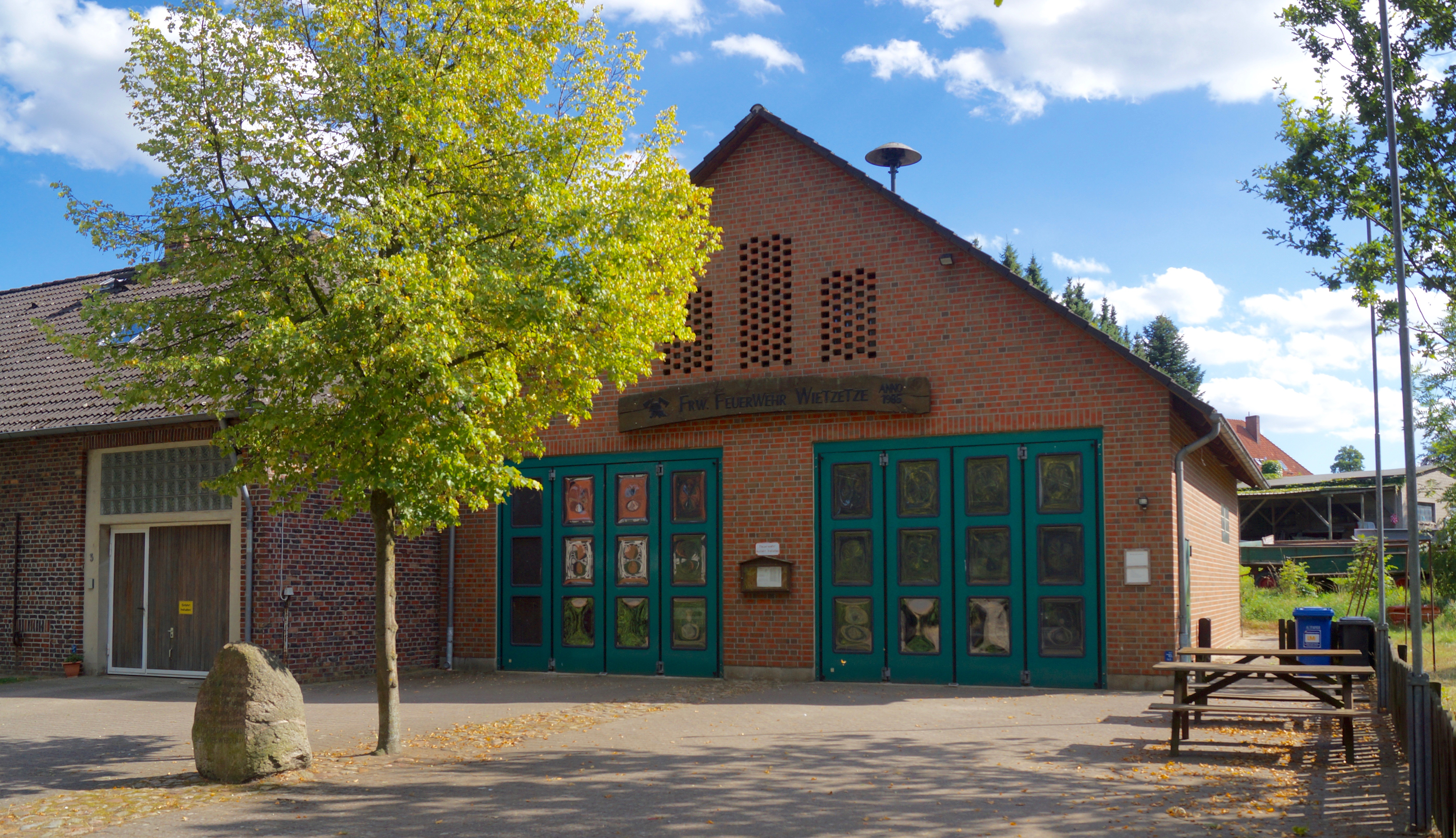
Casa dels bombers voluntaris
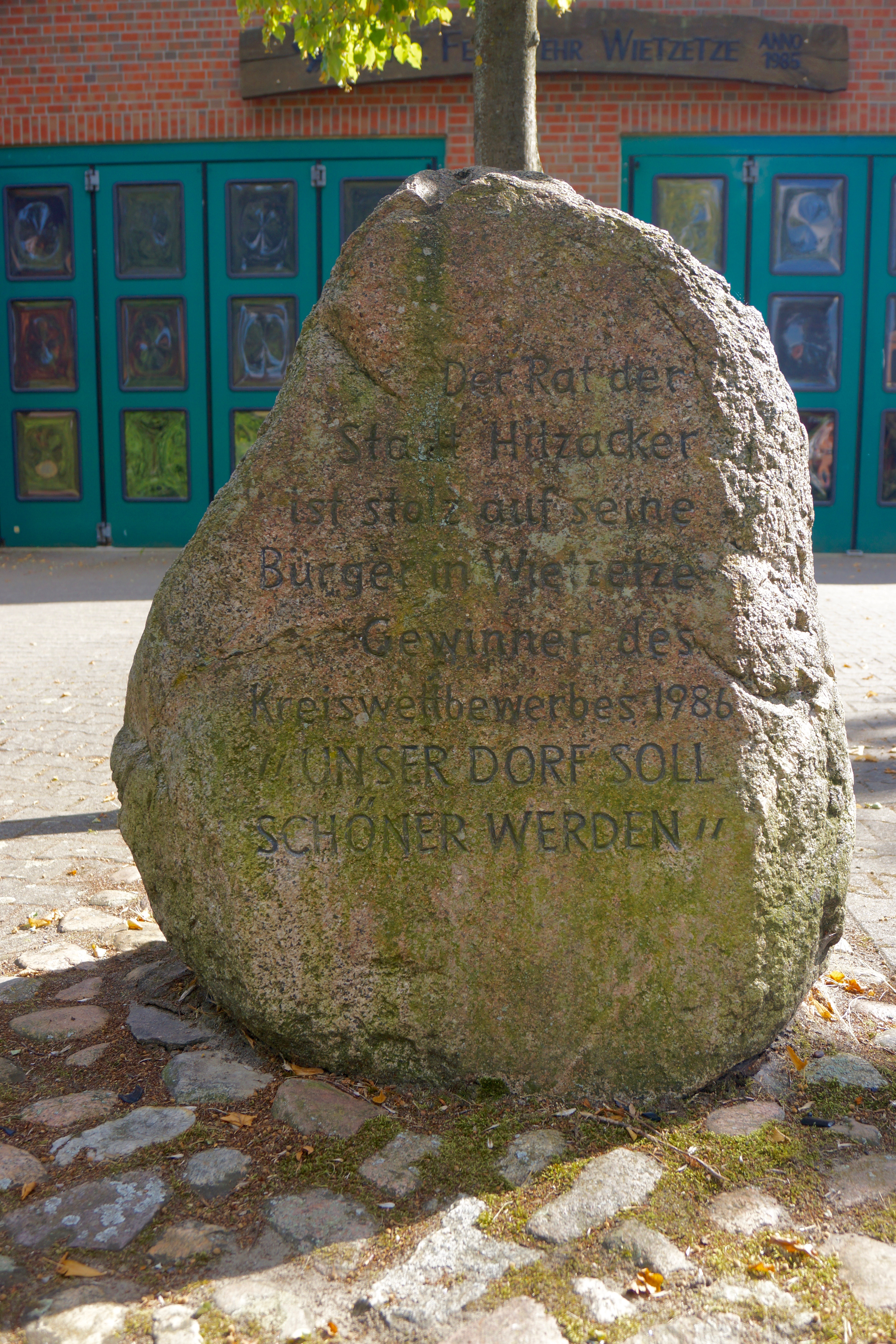
Pedra commemorativa per guanyar el concurs: «El nostre poble s'ha d'embellir» del 1986
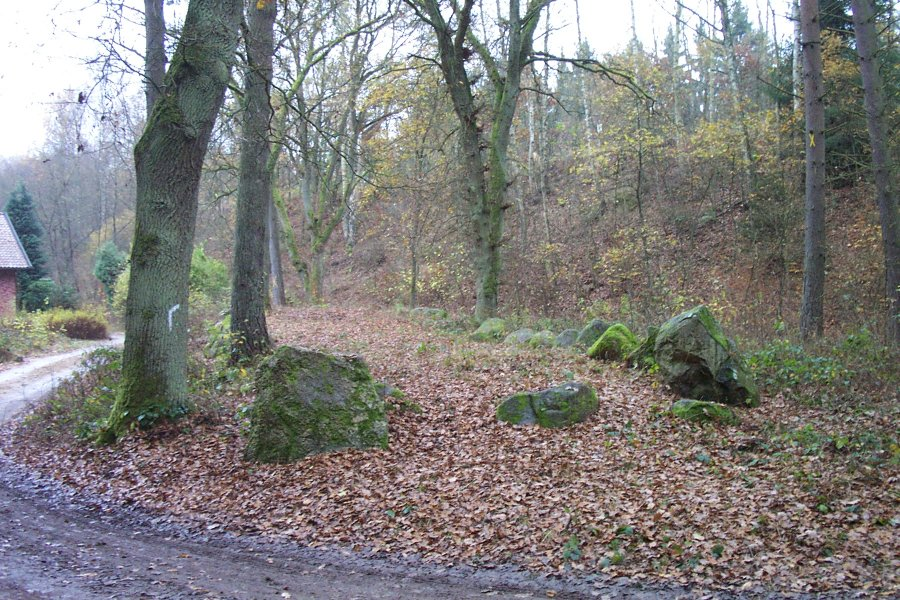
Un dels dòlmens

## Entitats
- El circ per nens i joves Zirkus Zetzewitz[5]